# Torri di Aosta
Le torri di Aosta risalgono, nel loro impianto generale, all'epoca romana; alcune di esse si sono conservate fino all'età contemporanea. In epoche successive sono state edificate altre torri.
A cavallo delle mura, ad intervalli regolari, erano costruite torri a due piani che, in buona parte, si sono conservate fino ad oggi. Originariamente lungo la cinta si potevano contare 20 torri che permettevano di vigilare sul territorio circostante e difendere la città, ultimo avamposto militare romano prima della Gallia. Le torri, così come ci appaiono oggi, sono state modificate sia dall'erosione del tempo e degli agenti atmosferici, sia dai rimaneggiamenti avvenuti in epoche successive: durante il medioevo vennero adattate ad abitazione dalle famiglie nobili locali e successivamente agli usi più disparati, tanto da snaturare completamente, in alcuni casi, l'aspetto originario.

## Torre dei balivi (Tour du bailliage)

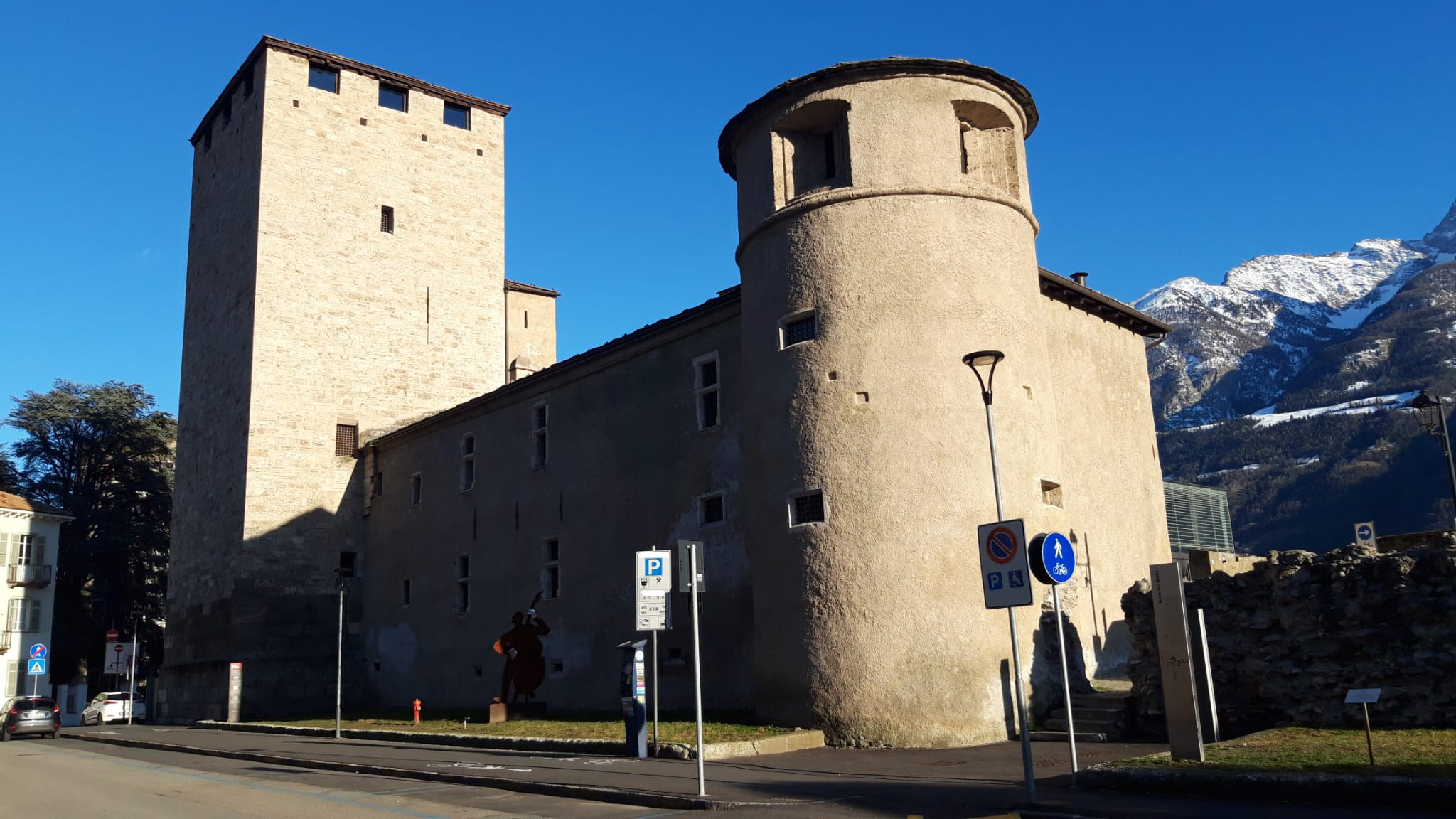
La Tour du bailliage.

La torre, situata all'angolo nord-est della cinta muraria romana, fu rimaneggiata nel secolo XII da una famiglia nobile locale, i De Palais, che ne prese possesso: l'elevazione della struttura, come spesso accadeva, venne realizzata smantellando parte della cinta muraria, in modo da utilizzarne i blocchi di rivestimento per le nuove esigenze costruttive.
Agli inizi del XV secolo la torre diventò sede del balivo (in francese antico, Bailly) e vi vennero trasferiti il tribunale e le carceri. Nacque dunque l'esigenza di ampliare la struttura e vennero edificati il corpo nord e nord-ovest, realizzati tra Quattrocento e prima metà del Cinquecento. Nel 1626, con il trasferimento dei rappresentanti ducali in altra sede, nella torre non rimasero che le carceri. Nel 1984 il penitenziario venne chiuso e l'edificio rimase a lungo in attesa di una destinazione. In ristrutturazione fino a fine 2013, la torre dal 2014 ospita la sede dell'Istituto musicale di Aosta.

## Tour Fromage

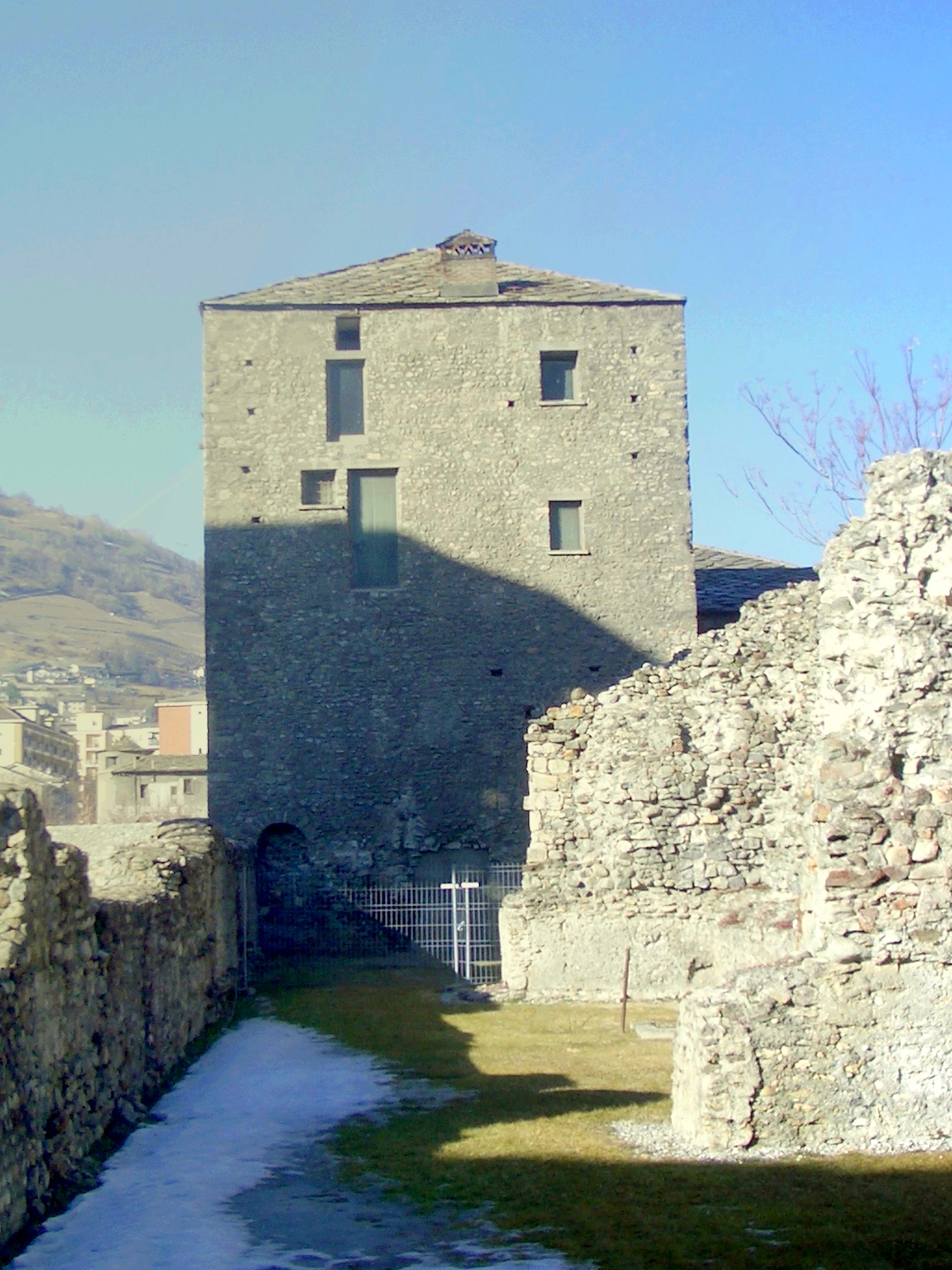
La Tour Fromage

La torre, che deve il suo nome alla famiglia Du Fromage o Casei, venne eretta nel XII secolo sul lato est della cinta muraria, nelle immediate vicinanze del Teatro. L'edificio, a pianta quadrata, è costituito oggi da tre piani, ma fu oggetto di una serie di rimaneggiamenti, ampliamenti e restauri nel corso dei secoli. Nel 1549 vi si tenne un pranzo ufficiale in onore di Ferrante I Gonzaga, governatore di Milano, in missione in Valle d'Aosta su incarico di Carlo V.
La struttura è oggi di proprietà della Regione Autonoma Valle d'Aosta e sede di importanti mostre d'arte a partire dal 1975.

## Tour du Pailleron

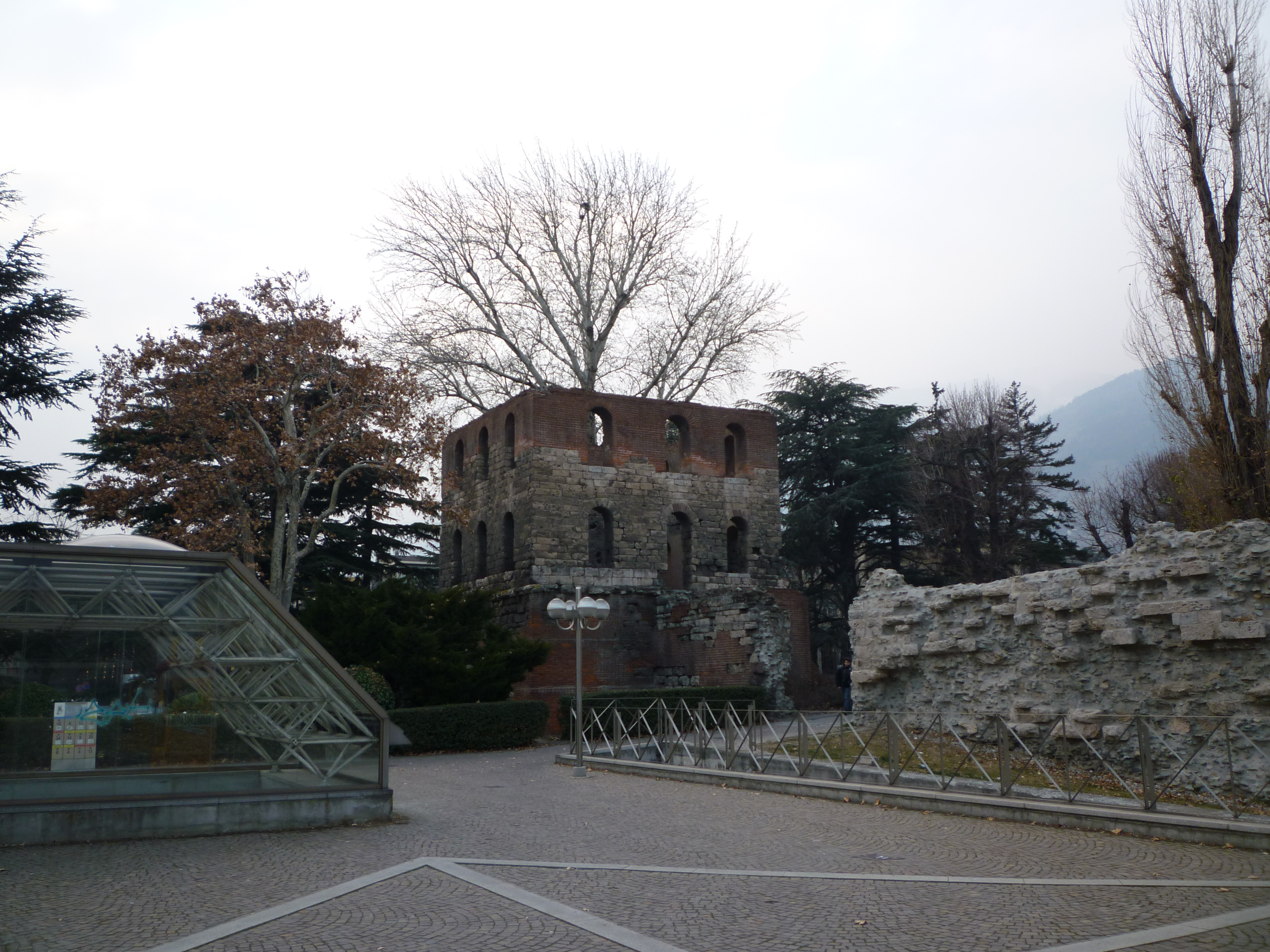
La tour du Pailleron

Si tratta di una delle torri cittadine che meglio hanno conservato le loro originarie caratteristiche architettoniche romane e deve il suo nome al fatto che fu a lungo utilizzata come pagliaio. A causa del suo pregio architettonico e della vicinanza alla stazione ferroviaria e ai giardini pubblici,  entrambi inaugurati nel 1886, si studiò la possibilità di trasformarla in un museo di antichità romane. In realtà la torre fu coinvolta in un incendio nel 1894 e successivamente fu ristrutturata da Alfredo d'Andrade, ma non venne mai adibita a museo.

## Tour Bramafam

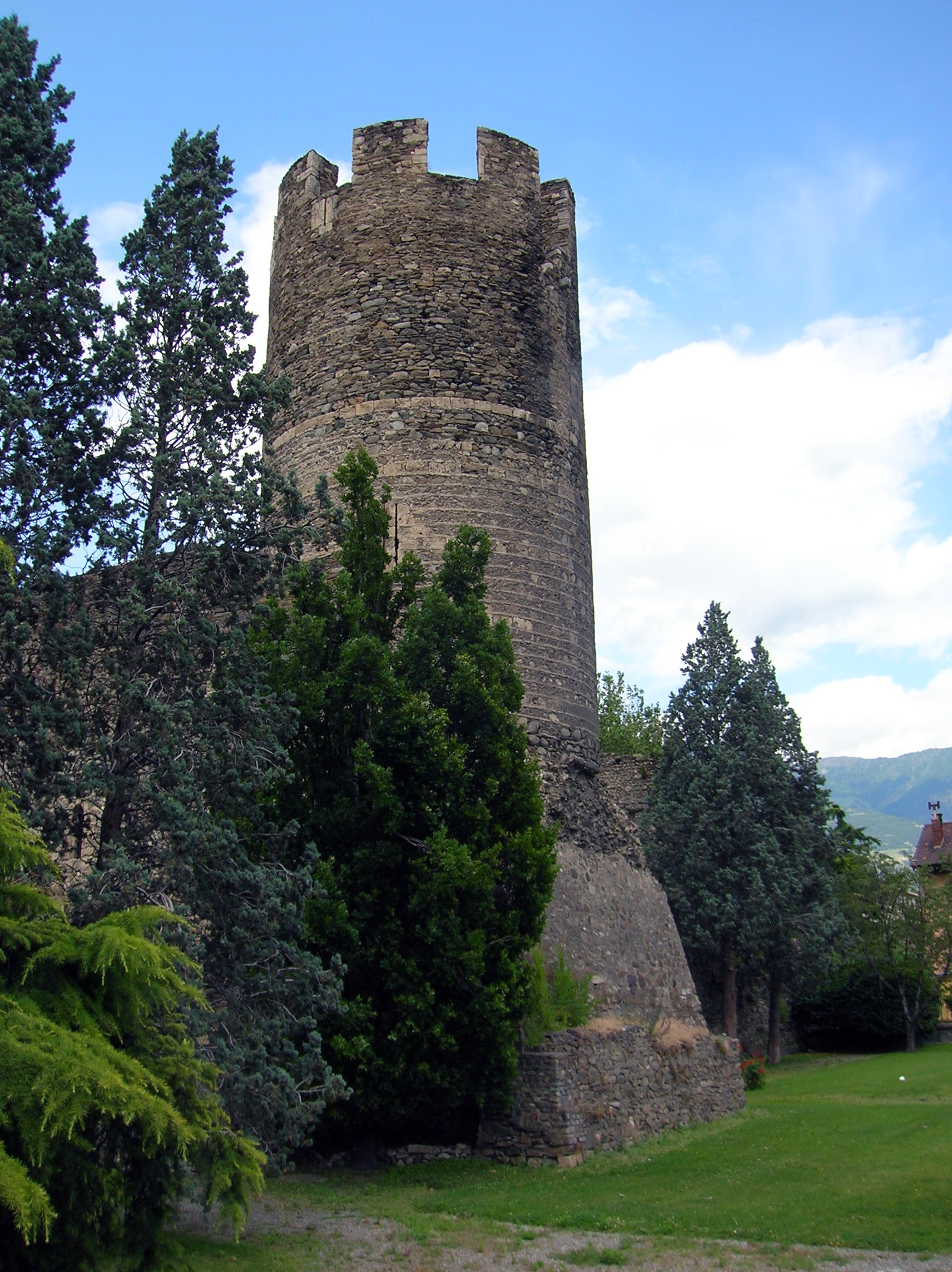
La Torre di Bramafam

La torre sorge nel luogo che in epoca romana era occupato dalla Porta Principale Destra della cinta muraria, riadattato a castello in epoca medievale per volere dei visconti di Aosta, antenati della potente famiglia nobile degli Challant. Utilizzata nel corso dei secoli per gli usi più disparati, come tribunale, magazzino del carbone e granaio, sembra debba il suo nome proprio a quest'ultimo utilizzo.
La leggenda narra che, durante i periodi di carestia, la popolazione si
assembrasse sotto la torre per chiedere il grano che vi era contenuto e di qui il nome
Bramafam, "gridare per la fame" in patois valdostano. Esiste un'altra versione, meno credibile, che spiega l'origine del nome.
L'edificio cambiò molti proprietari nel corso dei secoli, venne ceduto dagli Challant ai Savoia e fu spesso conteso tra le varie famiglie della zona. Fu inoltre oggetto di una ristrutturazione a fine '800 che, inoltre, portò alla luce l'antica strada romana e una serie di reperti dell'epoca.

## Torre del lebbroso

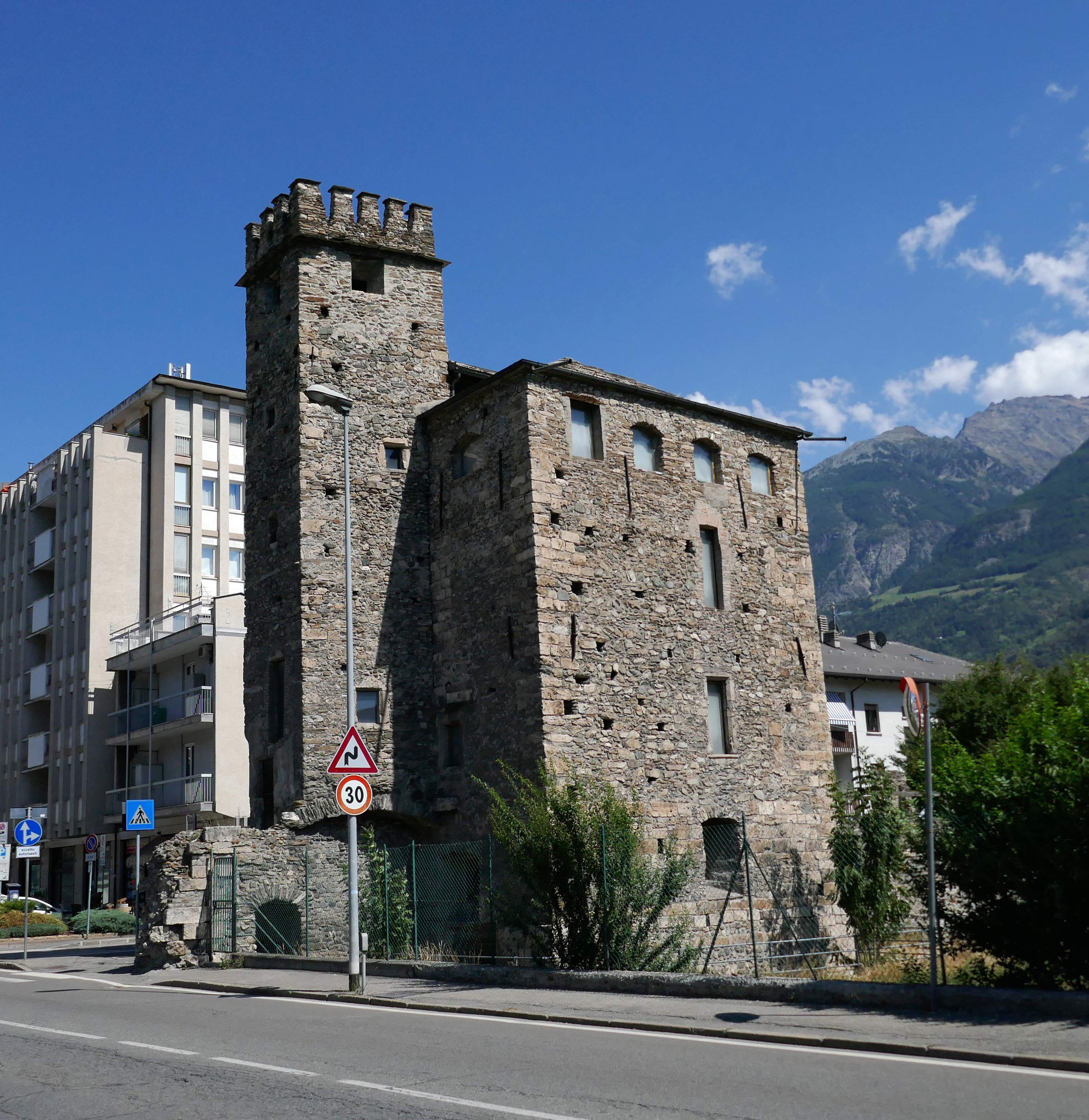
La torre del lebbroso

Torre di origine romana, un tempo nota come Friour dal nome della famiglia che la abitò tra l'XI e il XV secolo. L'alta torre, dove si trova la scala a chiocciola che permette l'accesso ai piani, venne annessa alla struttura originaria nel XV secolo. L'edificio è conosciuto nella storia locale per una serie di curiosità che la riguardano: per molto tempo fu abbandonata. Il nome attuale è invece legato alla presenza tra il 1773 e il 1803 di Pietro Bernardo Guasco da Oneglia, un lebbroso che vi fu rinchiuso fino alla morte per evitare il contagio della città. La sua vicenda ispirò il romanzo Le lépreux de la cité d'Aoste dello scrittore savoiardo Xavier de Maistre, che visse a lungo a Aosta. Alla fine del XIX secolo l'edificio fu restaurato con fondi statali, e oggi appartiene alla Regione Autonoma Valle d'Aosta che ne ha fatto una sede espositiva.

## Tourneuve

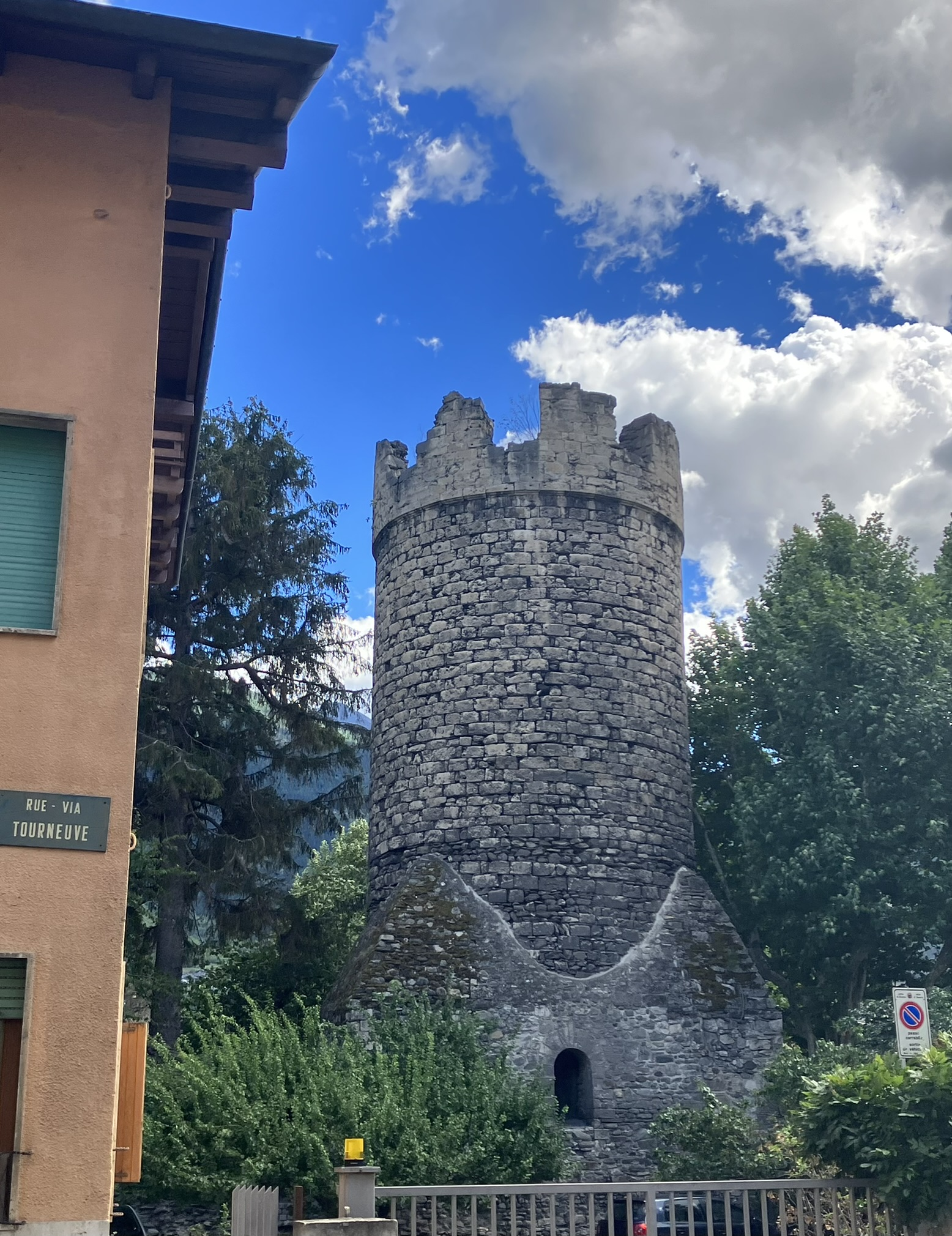
La Tourneuve.

La Tourneuve (lett. "torrenuova" in francese), così come si presenta ai giorni nostri, rappresenta solo una parte di un antico complesso fortilizio andato perduto e appartenuto nei secoli a diverse nobili famiglie locali. La torre stessa, oggi cilindrica, fu costruita nel XIII secolo sulle vestigia di una preesistente torre romana a base quadrata di cui si ritrova traccia nel basamento.

## Torre dei Signori de Porta Sancti Ursi

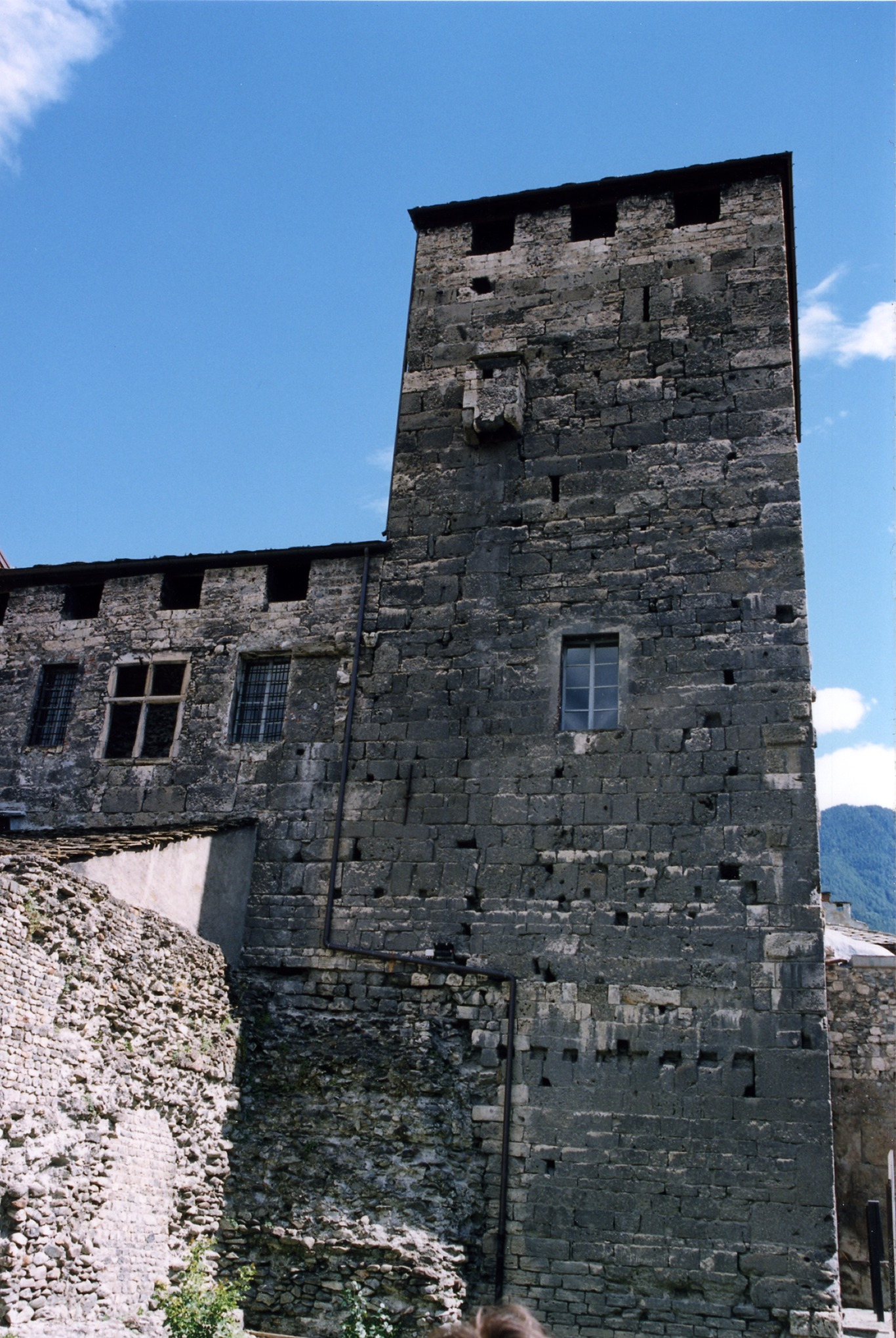
La Torre dei signori di Quart (ex de Porta Sancti Ursi).

La Torre dei Signori de Porta Sancti Ursi (lett. di Porta Sant'Orso; in francese, Seigneurs de la Porte Saint-Ours) fu innalzata in epoca medievale per volere dei Signori di Porta Sant'Orso sulle antiche mura romane della Porta Praetoria prelevando da queste i blocchi di calcare utili alla sua costruzione. I de Porta Sancti Ursi, nobili eminenti che contano tra i membri della famiglia anche vescovi di Aosta e Diocesi di Ginevra e un beato, vi abitarono fino al 1185, quando si trasferirono nel Castello di Quart. In seguito furono definiti Signori di Quart (in francese, Seigneurs de Quart). L'ingresso primitivo della Torre dei Signori de Porta Sancti Ursi si trovava sulla facciata meridionale dell'edificio, dato che in tale epoca a nord erano addossati altri edifici. Sotto una delle arcate della torre si trovava il forno banale di quartiere. Si nota ancora l'adattamento della cavità per la saracinesca di epoca romana a camino. La merlatura antica è oggi coperta da un tetto, mentre sono ancora visibili le antiche feritoie e una finestra a crociera sul lato di ponente della torre.
Fu detta anche Tour de l'Insinuation nell'Ottocento, quando a partire dal 1830 ospitò gli archivi.

## Altre torri

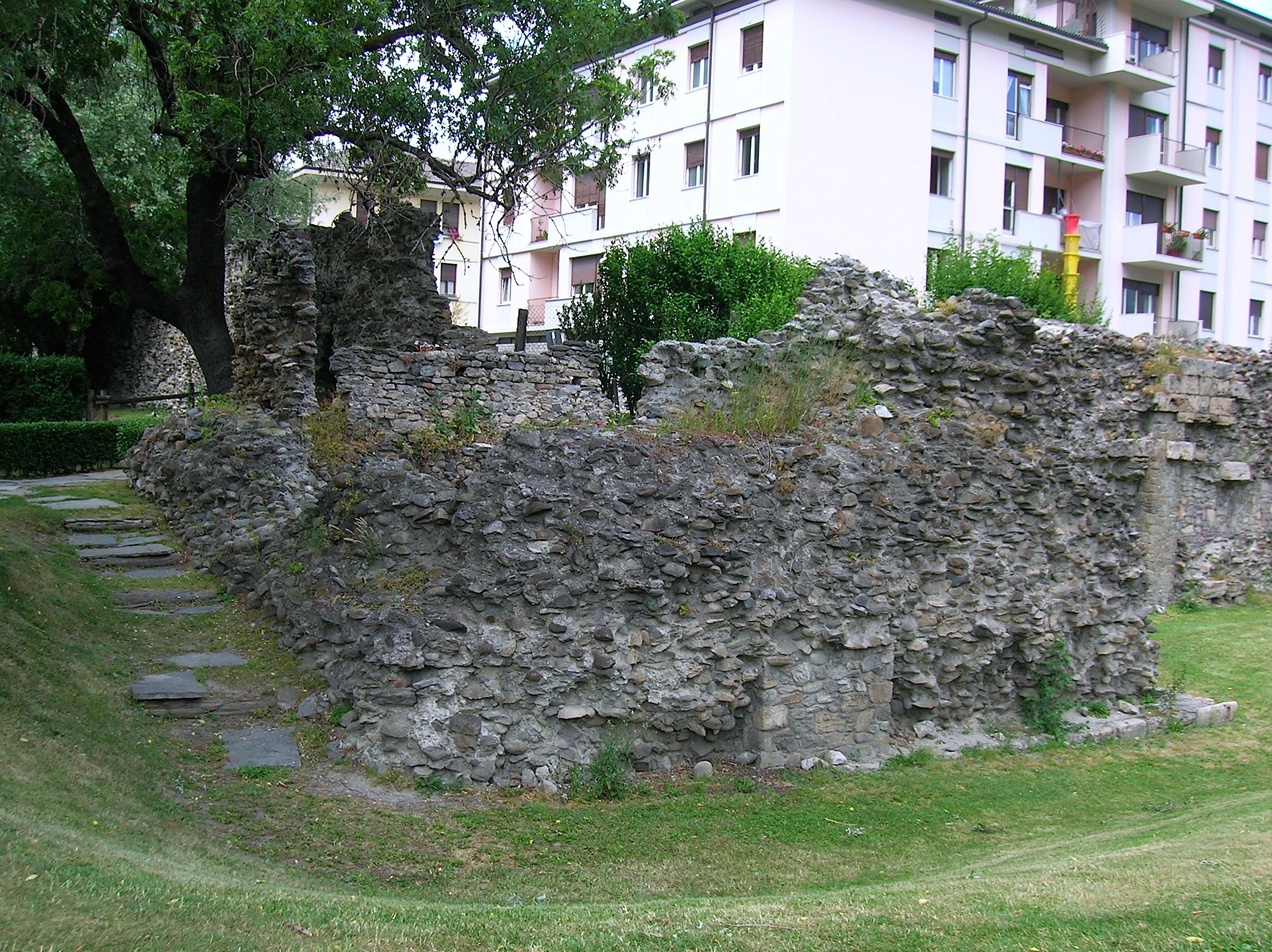
Resti di torre angolare sulle mura romane, tra via Carducci e via Tour du lépreux.

Sulle mura e in altri punti della città sorsero anche altre torri, alcune oggi scomparse:
- Torre Pertuis,
- Torre della Poterne,
- Torre de Porta,
- Torre Foldachi,
- Torre Malherbe,
- Torri del Plot,
- Torre d'Avise (o d'Avisio),
- Torre Plouves,
- Torre di Roche Copeise.